# Matías Succar
Juan Matías Succar Cañote (Lima, 16 de febrero de 1999), más conocido Matías Succar, es un futbolista peruano-libanés. Juega como delantero y su equipo actual es el Alianza Lima de la Primera División del Perú. Es hermano menor del futbolista Alexander Succar.

## Trayectoria

### Carrera juvenil
Succar comenzó como portero en el Cantolao San Borja, luego como lateral izquierdo y centrocampista izquierdo. Sin embargo, comenzó a jugar como delantero después de unirse a la Academia Cantolao a la edad de 14 años. Succar jugó bastante poco y prácticamente dejó el fútbol durante un año. Volvió a jugar a los 16 años y marcó 26 goles en su primera temporada.

### Deportivo Municipal
En 2016, Succar, de 17 años, se unió al Deportivo Municipal, donde comenzó a jugar en el filial del club.
A los 18 años, Succar ascendió a la primera plantilla y ya debutó oficialmente el 28 de octubre de 2017 en la Primera División peruana ante la Universidad de San Martín, donde su hermano Alexander Succar estaba en la alineación inicial de los rivales. Matías Succar estuvo en el banquillo, pero sustituyó a Rodrigo Cuba a los 68 minutos, el mismo minuto que su hermano fue sustituido. Este juego fue su primer y último juego en esa temporada. En la temporada siguiente, el joven delantero jugó seis partidos.
En busca de mayor continuidad, Succar fue cedido a Unión Comercio para la temporada 2018. Posteriormente, el trato se extendió hasta el verano de 2019. Luego regresó a Municipal después de 25 juegos y cinco goles para Comercio.
Después de regresar a Municipal, Succar encontró más continuidad, anotando tres goles importantes en 16 partidos, para ayudar a salvar a Municipal del descenso. A partir de la temporada 2020, se convirtió en titular habitual y marcó cinco goles en sus primeros 10 partidos de liga. En la primera fase de dicha temporada terminó anotando 11 goles en 16 partidos.

### F. C. Juniors OÖ
A inicios del 2021 fue fichado por el LASK Linz de la Bundesliga de Austria. Jugó dos amistosos con su nuevo equipo, debutando en el empate 4-4 contra el F. C. Juniors OÖ ingresando a los 60 minutos y en el segundo partido marcó su primer gol en la victoria 5-0 ante el S. V. Lafnitz ingresando a los 78 minutos. En lo que concernía a la liga de esa temporada, estuvo en la banca de suplentes en la fecha 13, en la derrota 2-4 contra el WSG Tirol sin llegar a ingresar ni debutar oficialmente.   
Después de su corta estadía con el conjunto albo, fue transferido al F. C. Juniors OÖ (que es la filial del LASK) de la segunda división austriaca para que se vaya acostumbrando al estilo del fútbol europeo, perteneciendo hasta el final de la temporada a este club. En esta etapa, Succar disputó 11 partidos y anotó 1 gol.  

### LASK Linz
Terminada la temporada, Succar retornó al LASK y se hizo presente el 27 de junio en la derrota 3-0 contra el Ludogorets Razgrad de Bulgaria en un partido amistoso, donde el equipo austriaco usó a varios jugadores de su cantera y él también estuvo presente ahí jugando todo el segundo tiempo. El 3 de julio, Succar ingresó a los 72 minutos en la victoria 3-0 en otro amistoso del LASK frente al Dinamo Moscú de Rusia. Succar debutó oficialmente con el equipo austriaco, en la Liga Europa Conferencia de la UEFA 2021-22, entrando en los descuentos en la victoria 0-1 del LASK frente al F. K. Vojvodina de Serbia.    

### Carlos A. Mannucci
El 6 de julio de 2022 El delantero de 23 años, Matías Succar, definió su futuro y pegó la vuelta al fútbol peruano, y lo hará vistiendo la camiseta de Carlos A. Mannucci. 
El joven futbolista llega de su última experiencia con el F. K. Teplice de República Checa, donde no logró adaptarse a las exigencias del fútbol europeo y apenas jugó ocho partidos en la temporada 2021-22, marcando apenas un solo tanto.
El menor de los Succar se suma al cuadro 'Carlista' en condición de jugador libre, luego de finalizar su vínculo contractual con el LASK Linz de Austria, antiguo dueño de su carta pase.

## Selección nacional
El abuelo paterno de Succar es de ascendencia libanesa y, por esa razón, es elegible para ser seleccionado para su equipo nacional. También puede jugar para la selección de Estados Unidos debido a la nacionalidad de su padre y para Perú debido a su ciudadanía. En septiembre de 2019, Matías y su hermano mayor, Alexander Succar, quien también es futbolista profesional, fueron contactados por la selección libanesa para disputar la Clasificación para la Copa Mundial de Fútbol de 2022 debido a su ascendencia libanesa.Sin embargo, se negaron a jugar para Líbano.
Posteriormente, en junio de 2024 fue convocado por Jorge Fossati, técnico de la selección peruana, de cara a los partidos por la Copa América 2024.

## Estadísticas

### Clubes
Actualizado al último partido disputado el 4 de marzo de 2025.
| Club                            | Div.          | Temporada     | Liga  | Liga  | Copas nacionales | Copas nacionales | Copas internacionales | Copas internacionales | Total | Total |
| Club                            | Div.          | Temporada     | Part. | Goles | Part.            | Goles            | Part.                 | Goles                 | Part. | Goles |
| ------------------------------- | ------------- | ------------- | ----- | ----- | ---------------- | ---------------- | --------------------- | --------------------- | ----- | ----- |
| Deportivo Municipal · Perú      | 1.ª           | 2017          | 1     | 0     | -                | -                | -                     | -                     | 1     | 0     |
| Deportivo Municipal · Perú      | 1.ª           | 2018          | 6     | 0     | -                | -                | -                     | -                     | 6     | 0     |
| Deportivo Municipal · Perú      | 1.ª           | 2019          | 16    | 3     | 2                | 0                | -                     | -                     | 18    | 3     |
| Deportivo Municipal · Perú      | 1.ª           | 2020          | 26    | 11    | -                | -                | -                     | -                     | 26    | 11    |
| Deportivo Municipal · Perú      | Total club    | Total club    | 49    | 14    | 2                | 0                | 0                     | 0                     | 51    | 14    |
| Unión Comercio · Perú           | 1.ª           | 2018          | 11    | 3     | -                | -                | -                     | -                     | 11    | 3     |
| Unión Comercio · Perú           | 1.ª           | 2019          | 14    | 2     | -                | -                | -                     | -                     | 14    | 2     |
| Unión Comercio · Perú           | Total club    | Total club    | 25    | 5     | 0                | 0                | 0                     | 0                     | 25    | 5     |
| F. C. Juniors OÖ · Austria      | 2.ª           | 2020-21       | 11    | 1     | -                | -                | -                     | -                     | 11    | 1     |
| F. C. Juniors OÖ · Austria      | Total club    | Total club    | 11    | 1     | 0                | 0                | 0                     | 0                     | 11    | 1     |
| LASK Linz · Austria             | 1.ª           | 2020-21       | -     | -     | -                | -                | 1                     | 0                     | 1     | 0     |
| LASK Linz · Austria             | Total club    | Total club    | 0     | 0     | 0                | 0                | 1                     | 0                     | 1     | 0     |
| F. K. Teplice · República Checa | 1.ª           | 2021-22       | 11    | 1     | 2                | 0                | -                     | -                     | 13    | 1     |
| F. K. Teplice · República Checa | Total club    | Total club    | 11    | 1     | 2                | 0                | 0                     | 0                     | 13    | 1     |
| Carlos A. Mannucci · Perú       | 1.ª           | 2022          | 17    | 3     | -                | -                | -                     | -                     | 17    | 3     |
| Carlos A. Mannucci · Perú       | 1.ª           | 2023          | 33    | 11    | 0                | 0                | 0                     | 0                     | 33    | 11    |
| Carlos A. Mannucci · Perú       | 1.ª           | 2024          | 16    | 4     | 0                | 0                | 0                     | 0                     | 16    | 4     |
| Carlos A. Mannucci · Perú       | Total club    | Total club    | 66    | 18    | 0                | 0                | 0                     | 0                     | 66    | 18    |
| Alianza Lima · Perú             | 1.ª           | 2024          | 11    | 0     | -                | -                | -                     | -                     | 11    | 0     |
| Alianza Lima · Perú             | 1.ª           | 2025          | 4     | 0     | -                | -                | 2                     | -                     | 6     | 0     |
| Alianza Lima · Perú             | Total club    | Total club    | 15    | 0     | 0                | 0                | 2                     | 0                     | 17    | 0     |
| Total carrera                   | Total carrera | Total carrera | 177   | 39    | 4                | 0                | 3                     | 0                     | 184   | 39    |

## Palmarés

### Distinciones individuales
| Distinción                                                                  | Año  |
| --------------------------------------------------------------------------- | ---- |
| Preseleccionado como delantero en el mejor once de la Liga 1 según la SAFAP | 2020 |
| Nominado a jugador revelación del año de la Liga 1                          | 2020 |